# Course sur échasses
La course sur échasses est une course pratiquée dans les Landes, en Nouvelle-Aquitaine sur des échasses en bois.
La pratique est inscrite à l'Inventaire du patrimoine culturel immatériel en France dans le domaine des jeux.

## Historique
L'usage des échasses fait à l'origine référence au monde pastoral des Landes de Gascogne. En effet, ces hautes barres de bois étaient utilisées par les bergers landais du XVIIe siècle au XIXe siècle pour à la fois surveiller les troupeaux, mais aussi se protéger des terrains humides des Landes de Gascogne en évitant les piqûres d'ajoncs et les pieds refroidis par l'humidité. En outre, les échasses leur permettaient de marcher plus vite sur ces terrains désagréables. Cette pratique disparut au milieu du XIXe siècle à la suite de la loi relative à l'assainissement et de mise en culture des Landes de Gascogne lancée par Napoléon III. Les échasses, conservées au fond des granges, ressortirent pourtant quelques années pour se reconvertir en objet ludique utilisé dans le folklore local. Aujourd'hui, on peut voir dans les Landes les échassiers (lou chancayre ou lou chancat) danser ou faire des courses sur échasses.
Si la fonction des échasses a aujourd'hui changé, cela reste un objet traditionnel du paysage quotidien landais qui n'a jamais vraiment disparu.

## La course de vitesse sur échasses
Les courses sur échasses réunissent tous les âges, lors de quatre courses différentes selon les classes : les poussins de 5 à 10 ans ; les minimes de 10 à 12 ans ; les cadets de 13 à 15 ans ; puis les juniors (16-18 ans), les seniors et les vétérans. Les « classes » les plus âgées font plus de tours que les plus petits, qui peuvent être aidés par des adultes à pied à côté d'eux pour les maintenir en cas de chute (jusqu'à 12 ans). Ainsi, la distance peut varier de 400 mètres à 5 kilomètres. 
La course de vitesse est un véritable spectacle, que les participants accentuent par un démarrage impressionnant en sprint. La suite de la course se déroule en « pas sautés », pas tout aussi rapide et moins fatigant. La marche est aussi autorisée par le règlement.

## Les raids longue distance sur échasses
Ces raids sont effectués par des échassiers en groupe sur des courtes distances (jusqu’à 100 km environ) ou qui partent seuls sur des plus grandes distances (accompagnés d'une voiture qui les suit le long du parcours). Les distances peuvent varier, du marathon (42 km), à 3000 km, comme l'a prouvé un jeune Landais en 2010 lors d'un raid de 10 semaines, en passant par les Translandes de 70 à 110 km.
Les échassiers avancent à pas sautés tant que cela leur est supportable. Lorsque les chocs des rebonds et le frottement des liens se fait trop ressentir, ils passent à la marche rapide.

## Le gymkhana sur échasses
Le gymkhana est une course réalisée lors des fêtes de Dax. Elle se déroule sur un circuit et se compose d'un parcours chronométré et d'épreuves à franchir montés sur les échasses. Certains échassiers ont choisi de se spécialiser dans ce type de course. L'une des épreuves à effectuer durant la course est « la descente du bâton ». On raconte que cette épreuve est née alors que l'Impératrice Eugénie, voulant voir le talent des échassiers, leur jeta des pièces à terre et les mit au défi de les ramasser sans poser genou à terre.